# میلو (میزوری)
میلو (به انگلیسی: Milo) روستایی است در شهرستان ورنن در ایالت میزوری در کشور ایالات متحده آمریکا که در سال ۲۰۱۰ جمعیت آن ۹۰ نفر بوده است.

## تاریخچه
میلو در سال ۱۸۸۱ زمانی که راه‌آهن به آن نقطه گسترش یافته بود، پایه‌ریزی شده است. نام میلو در اصل نام یکی از مهاجرین اولیه است.
اداره پست در سال ۱۸۸۳ در میلو فعالیت داشته است..

## جغرافیا
میلو در موقعیت جغرافیایی ۳۷°۴۵′۱۹″ شمالی ۹۴°۱۸′۲۰″ غربی / ۳۷٫۷۵۵۲۸°شمالی ۹۴٫۳۰۵۵۶°غربی قرار دارد.

طبق گزارش اداره آمار ایالات متحده آمریکا، کل سرزمین این روستا دارای مساحت ۰٫۰۸ مایل مربع (۰٫۲۱ کیلومتر مربع) است.

## جمعیت‌شناسی
طبق سرشماری سال ۲۰۱۰، ۹۰ نفر با ۳۲ خانوار و ۲۲ خانواده در این روستا زندگی می‌کردند. تراکم جمعیت ساکنان ۱٬۱۲۵ در هر مایل مربع (۴۳۴٫۴ در هر کیلومتر مربع). ۳۶ واحد مسکونی با تراکم متوسط ۴۵۰٫۰ در هر مایل مربع (۱۷۳٫۷ در هر کیلومتر مربع) وجود داشته است. آرایش نژادی دهکده ۹۶٫۷٪ سفید و ۳٫۳٪ بومیان آمریکایی بود.